# Premna schliebenii
Premna schliebenii là một loài thực vật có hoa trong họ Hoa môi. Loài này được Werderm. miêu tả khoa học đầu tiên năm 1934.